# Gabi Quase Proibida
Gabi Quase Proibida foi um programa de entrevistas brasileiro apresentado por Marília Gabriela no Sistema Brasileiro de Televisão (SBT). O programa teve sua estreia na emissora no dia 26 de junho de 2013, substituindo a segunda edição do De Frente com Gabi, que também era apresentado aos domingos pela mesma.
Marília Gabriela falava abertamente com especialistas, artistas e convidados em geral sobre temas como, homossexualidade, transexualidade, dicas para esquentar a relação entre um casal, entre outros assuntos relacionados à temática. Em abril de 2020, foram liberadas 29 entrevistas no SBT Vídeos.

## Episódios

### 2013
| N.º | Data de exibição | Convidado(s)   |
| --- | ---------------- | -------------- |
| 1   | 26 de junho      | Ney Matogrosso |
|     |                  |                |
|     |                  |                |
|     |                  |                |

| N.º | Data de exibição | Convidado(s)                  |
| --- | ---------------- | ----------------------------- |
| 2   | 3 de julho       | Padre Beto                    |
|     |                  |                               |
|     |                  |                               |
|     |                  |                               |
| 3   | 10 de julho      | Carmita Abdo                  |
|     |                  |                               |
|     |                  |                               |
|     |                  |                               |
| 4   | 17 de julho      | Elizabete Oliveira            |
|     |                  |                               |
|     |                  |                               |
|     |                  |                               |
| 5   | 24 de julho      | Lola Benvenutti               |
|     |                  |                               |
|     |                  |                               |
|     |                  |                               |
| 6   | 31 de julho      | Daniel Peixoto e Aretuza Lovi |
|     |                  |                               |
|     |                  |                               |
|     |                  |                               |

| N.º | Data de exibição | Convidado(s)             |
| --- | ---------------- | ------------------------ |
| 7   | 7 de agosto      | Grupo Dar Voz aos Jovens |
|     |                  |                          |
|     |                  |                          |
|     |                  |                          |
| 8   | 14 de agosto     | Klecius Borges           |
|     |                  |                          |
|     |                  |                          |
|     |                  |                          |
| 9   | 21 de agosto     | Thammy Miranda           |
|     |                  |                          |
|     |                  |                          |
|     |                  |                          |
| 10  | 28 de agosto     | Daniela Mercury          |
|     |                  |                          |
|     |                  |                          |
|     |                  |                          |

| N.º | Data de exibição | Convidado(s)                |
| --- | ---------------- | --------------------------- |
| 11  | 4 de setembro    | Harry Louis                 |
|     |                  |                             |
|     |                  |                             |
|     |                  |                             |
| 12  | 11 de setembro   | Paula Aguiar e Mariana Blac |
|     |                  |                             |
|     |                  |                             |
|     |                  |                             |
| 13  | 18 de setembro   | Vivi Fernandez              |
|     |                  |                             |
|     |                  |                             |
|     |                  |                             |
| 14  | 25 de setembro   | Bianca Jahara               |
|     |                  |                             |
|     |                  |                             |
|     |                  |                             |

| N.º | Data de exibição | Convidado(s)    |
| --- | ---------------- | --------------- |
| 15  | 2 de outubro     | Mateus Carrieri |
|     |                  |                 |
|     |                  |                 |
|     |                  |                 |
| 16  | 9 de outubro     | Jayla X-Tudão   |
|     |                  |                 |
|     |                  |                 |
|     |                  |                 |
| 17  | 16 de outubro    | Laerte Coutinho |
|     |                  |                 |
|     |                  |                 |
|     |                  |                 |
| 18  | 23 de outubro    | J.R. Duran      |
|     |                  |                 |
|     |                  |                 |
|     |                  |                 |
| 19  | 30 de outubro    | Nany People     |
|     |                  |                 |
|     |                  |                 |
|     |                  |                 |

| N.º | Data de exibição | Convidado(s)      |
| --- | ---------------- | ----------------- |
| 20 | 6 de novembro    | Leo Moreira de Sá |
| |                  |                   |
| Observação: Transexual assumido. |                  |                   |
| |                  |                   |
| 21 | 13 de novembro   | Mara Gabrilli     |
| |                  |                   |
| Observação: psicóloga e deputada federal. |                  |                   |
| |                  |                   |
| 22 | 20 de novembro   | Rita Cadillac     |
| |                  |                   |
| |                  |                   |
| |                  |                   |
| 23 | 27 de novembro   | Casal Pimenta     |
| [ 10 ] |                  |                   |
| Observação: Fernando e Maria de Fátima, mais conhecidos como "Casal Pimenta", são responsáveis por organizar festas de swing no Rio de Janeiro há 15 anos. |                  |                   |
| |                  |                   |

| N.º                                                      | Data de exibição | Convidado(s)        |
| -------------------------------------------------------- | ---------------- | ------------------- |
| 24                                                       | 4 de dezembro    | As Bofinhas         |
| [ 3 ]                                                    |                  |                     |
| Observação: Dupla sertaneja gay.                         |                  |                     |
|                                                          |                  |                     |
| 25                                                       | 11 de dezembro   | Casal Pompoarismo   |
| [ 11 ]                                                   |                  |                     |
| Observação: Celine e Carlos, professores de pompoarismo. |                  |                     |
|                                                          |                  |                     |
| 26                                                       | 18 de dezembro   | Vanessa de Oliveira |
| [ 12 ]                                                   |                  |                     |
| Observação: Escritora e ex-garota de programa.           |                  |                     |
|                                                          |                  |                     |

### 2014
| N.º                                                                            | Data de exibição | Convidado(s)                    |
| ------------------------------------------------------------------------------ | ---------------- | ------------------------------- |
| 27                                                                             | 1 de janeiro     | Thammy Miranda                  |
|                                                                                |                  |                                 |
| Observação: Reprise do programa número 9, exibido no dia 21 de agosto de 2013. |                  |                                 |
|                                                                                |                  |                                 |
| 28                                                                             | 8 de janeiro     | Daniel Peixoto e Aretuza Lovi   |
|                                                                                |                  |                                 |
| Observação: Reprise do programa número 6, exibido no dia 31 de julho de 2013.  |                  |                                 |
|                                                                                |                  |                                 |
| 29                                                                             | 15 de janeiro    | Ney Matogrosso                  |
|                                                                                |                  |                                 |
| Observação: Reprise do programa número 1, exibido no dia 26 de junho de 2013.  |                  |                                 |
|                                                                                |                  |                                 |
| 30                                                                             | 22 de janeiro    | Tchaka                          |
| [ 13 ]                                                                         |                  |                                 |
| 31                                                                             | 29 de janeiro    | Silvia Almeida e Rafael Bolacha |
| [ 14 ]                                                                         |                  |                                 |
| Observação: Pessoas soropositivo.                                              |                  |                                 |
|                                                                                |                  |                                 |
| Observação: Drag queen e empresário.                                           |                  |                                 |
|                                                                                |                  |                                 |